# Iván Franco
Pour les articles homonymes, voir Franco (homonymie).
Iván René Franco Díaz, né le 16 avril 2000, est un footballeur paraguayen qui évolue avec le Club Libertad au poste de milieu offensif.

## Biographie

### Carrière en club
Né à Ybycuí, Franco rejoint les jeunes du Club Libertad, après avoir été repéré lors du programme humanitaire Football Dreams. Promu dans l'équipe principale pour la saison 2018, il fait ses débuts professionnels en Primera División le 2 février de la même année, lors d'un match nul 2-2 contre le Sportivo Luqueño. 
Franco marque son premier but professionnel le 4 mars 2018, inscrivant le deuxième but de son équipe lors d'une victoire 4-1 en déplacement contre le 3 de Febrero. Neuf jours plus tard, il réalise ses débuts en Copa Libertadores, en étant titularisé contre l'Atlético Tucumán. Il compte en fin de saison cinq apparitions dans ce dernier tournoi, son équipe étant éliminée en huitièmes de finale par les  futurs finalistes de la compétition, Boca Juniors.
Le 11 mars 2020, il inscrit son premier but en Copa Libertadores, face au club vénézuélien du Caracas FC.

### Carrière internationale
Avec les moins de 20 ans, il participe au championnat sud-américain des moins de 20 ans en 2019. Lors de cette compétition organisée au Chili, il joue seulement deux rencontres. Avec un bilan d'une seule victoire, un nul et deux défaites, le Paraguay ne parvient pas à dépasser le premier tour du tournoi.
Le 10 septembre 2019, Franco fait ses débuts internationaux avec l'équipe du Paraguay, lors d'une victoire 4-2 contre la Jordanie en match amical.

### Style de jeu
Franco est mis en avant pour son habileté et sa capacité à prendre des décisions rapides en tant que meneur de jeu, dans le rôle de « numéro 10 ». Il est notamment vu comme la nouvelle star du Paraguay par l'expert du football sud-américain Tim Vickery à la BBC.